# Distrito judicial de Ayacucho
El distrito judicial de Ayacucho es una división administrativa del Poder Judicial del Perú. Tiene como sede la ciudad de Ayacucho y su competencia se extiende a las provincias que conforman el departamento de Ayacucho además de la provincia de Churcampa del departamento de Huancavelica y los distritos de Kimbiri y Pichari del departamento del Cusco.

## Historia
Los inicios de este distrito judicial se remontan a la creación de la Corte Superior de Justicia de Ayacucho, la misma que fue creada el 4 de diciembre de 1832 por mandato del presidente Agustín Gamarra la misma que, según el decreto de su creación, estaría conformada por siete vocales y un fiscal. Siete años después, la Constitución de 1839 redujo el personal de la corte a sólo tres vocales y un fiscal. Asimismo, extendió la jurisdicción de esta corte para que abarque el territorio que correspondía al departamento de Huancavelica. Hasta este momento, la corte aún no se había instalado. Su instalación se dio recién el 21 de marzo de 1844 durante el gobierno de Ramón Castilla. El presidente de la corte fue el señor Pedro José Flores acompañado de los vocales doctores Gervasio Álvarez, Pablo José Ruiz y Pedro Ruiz.

## Conformación
Consta de 78 dependencias judiciales incluyendo seis Salas Superiores, 36 Juzgados Especializados, 13 Juzgados Mixtos y 23 Juzgados de Paz Letrado además de 384 Jueces de Paz.

## Jurisdicción
El distrito judicial de Ayacucho tiene una jurisdicción sobre el departamento de Ayacucho y las provincias que lo conforman. Adicionalmente, incluye la provincia de Churcampa del departamento de Huancavelica y los distritos de Kimbiri y Pichari del departamento del Cusco.